# Chondrocladia arenifera
Chondrocladia arenifera är en svampdjursart som beskrevs av Brøndsted 1929. Chondrocladia arenifera ingår i släktet Chondrocladia och familjen Cladorhizidae.
Artens utbredningsområde är havet utanför Kina. Inga underarter finns listade i Catalogue of Life.